# Heinrich Christian Schumacher
Heinrich Christian Schumacher (Bad Bramstedt, 3 de setembre de 1780 – Altona, 28 de desembre de 1850) fou un astrònom, geodèsic i editor danès-alemany.
Fill d'un funcionari fou presentat al rei Frederic VI de Dinamarca i alhora duc de Holstein a l'edat de set anys. Després de la mort de son pare la mare l'envia a Altona.
Estudia dret a Kiel i Göttingen i esdevé professor a la universitat de Tartu. Allà s'inicia en les matemàtiques i l'astronomia de la mà del seu professor Pfaff. A la seva tornada rebrà una beca del rei de Dinamarca per a l'estudi d'aquestes dues matèries.
El 1810 és professor ajudant d'astronomia a Copenhaguen i posteriorment director de l'observatori Mannheim de 1813 a 1815. El 1817 dirigeix un estudi geodèisc des del meridià de Skagen (57° 44′ N) al de Lauenburg (53° 22′' N) que fou continuat per Gauss fins a Hannover (52 °22" N). El 1820 rep de la societat de ciències de Copenhaguen la missió de cartografiar Holstein.
El 1821 Schumacher compra una casa a Altona on instal·la l'observatori d'Altona. A la mateixa època Schumacher comença la publicació del Astronomische Nachrichten, on hi participen, entre d'altres, Gauss, Bessel, Rümker, Olbers, Encke, Airy, Caroline i William Herschel. Ràpidament aquesta publicació esdevé un mitjà de comunicació dels professionals i encara es publica actualment.
El 1829 rep la medalla d'or de la Royal Astronomical Society.